# Окулов, Константин Константинович
Константин Константинович Окулов (род. 18 февраля 1995, Новосибирск) — российский хоккеист, нападающий клуба КХЛ «Авангард».

## Карьера

### Начало
Отец Константина Окулова в детстве сам занимался хоккеем, дошёл до второго состава «Сибири», но во взрослую команду не пробился. Он начал заниматься с сыном когда тому было 6 лет, а через год отдал его в хоккейную школу. Первым тренером хоккеиста стал Валерий Студенков, который уже на второй день тренировок поставил Константина во второе звено.
В МХЛ Окулов дебютировал в 16 лет 20 ноября 2011 года в домашнем матче «Сибирских снайперов» против МХК «Спартак» и в первом же матче забросил шайбу. Всего в сезоне 2011/12 за молодежную команду он провел 13 матчей, набрав 3 (1+2) очка. Основную часть сезона нападающий провел в юниорской команде «Сибирь-95», набрав в 29 играх 100 (42+58) очков.
По окончании сезона вышел на драфт юниоров КХЛ. В итоговой классификации среди полевых игроков, выступающих в России, занял 12-ю строчку. Также принял участие в выставочном матче, проходящем накануне драфта. Команда «Надежда» одержала победу над соперником со счетом 5:1, а Окулов был назван в тройке лучших игроков команды. На драфте Окулова во втором раунде под общим 49 номером выбрал «Спартак», но «Сибирь» воспользовалась правом защиты и хоккеист остался в системе родного клуба.
Сезон 2012/13 стал для Окулова первым полноценным в МХЛ. Он провел в составе «Сибирских снайперов» 51 игру и набрал 22 (15+7) очка. Также нападающий вошёл в состав сборной МХЛ «Красные Звезды», принимавшей участие в серии выездных игр, проходивших в Канаде с 5 по 11 ноября 2012 года.
Сезон 2013/14 стал ещё более результативным для нападающего. В 46 играх чемпионата МХЛ он набрал 63 (24+39) очка, стал лучшим бомбардиром, снайпером и ассистентом команды, вошёл в десятку лучших бомбардиров и ассистентов регулярного чемпионата МХЛ и стал участником Кубка Вызова МХЛ. Так же в этом сезоне провел свою первую игру за основную команду. Дебют в КХЛ состоялся 18 сентября 2013 года в выездном матче против магнитогорского «Металлурга». Всего в сезоне за «Сибирь» нападающий провел 5 матчей, но результативных баллов не набрал.

### «Сибирь»

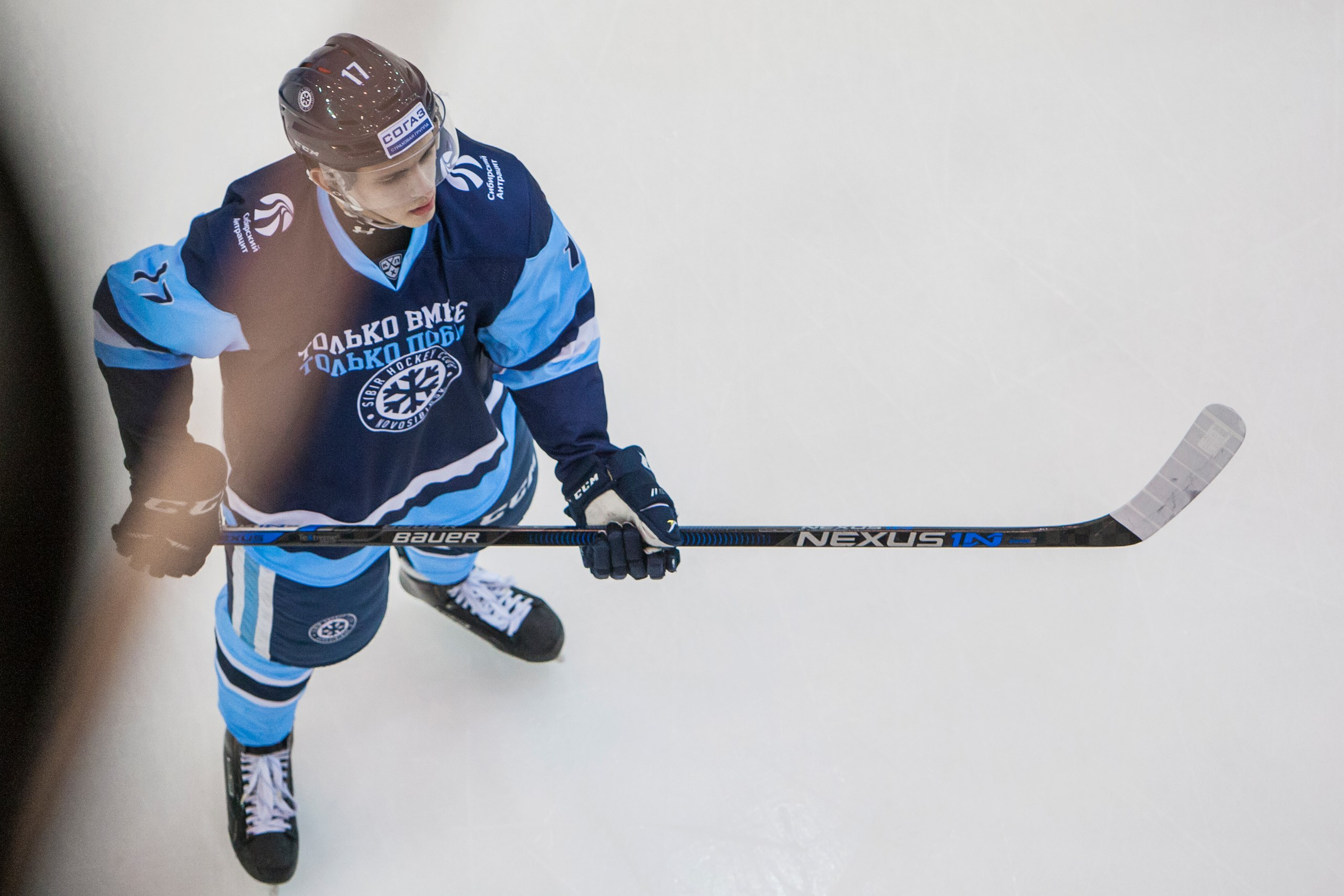
2016 год

Перед началом сезона 2014/15 Окулова называли в числе самых перспективных новичков КХЛ. 19 октября 2014 года в домашнем матче против подольского «Витязя», девятом для него на взрослом уровне, нападающий забросил свою первую шайбу в КХЛ. Также в этом сезоне он получил вызов в молодежную сборную. В составе сборной участвовал в Турнире четырёх наций, проходившем в шведском Йёнчёпинге с 29 по 31 августа, и в Subway Super Series, проходившей с 10 по 20 ноября в Канаде. Хотя в канадских играх он набрал 3 (2+1) очка, став одним из лучших бомбардиров и снайперов турнира, и получил лестные отзывы от прессы за технику и игровое мышление, но тренерский штаб молодежной сборной во главе с Валерием Брагиным в окончательный состав на Молодежный чемпионат мира его не включил. Вылет из сборной за четыре дня до начала чемпионата мира негативно повлиял на остаток сезона и притормозил переход хоккеиста во взрослую команду. В «Сибирских Снайперах» он стал выступать не так ярко, а на игры основной команды больше не привлекался.
В сезоне 2015/16 Окулов добился большого прогресса. По возрасту он ещё мог выступать за «Сибирских Снайперов», но большую часть сезона провел уже в КХЛ. В регулярном чемпионате МХЛ он провел всего 3 матча, набрав в них 4 (2+2) очка, а в 39 играх регулярного чемпионата КХЛ записал на свой счет 6 (1+5) очков и решающий буллит в ворота хабаровского «Амура». Так же в этом сезоне дебютировал в плей-офф Кубка Гагарина, за 9 матчей набрав 4 (2+2) очка, и по результатам первого раунда был признан лучшим новичком. После вылета «Сибири» во втором раунде плей-офф, вместе с Иваном Верещагиным и Владиславом Наумовым были отправлены в состав «Сибирских Снайперов». Вместе с молодежной командой дошёл до полуфинала розыгрыша Кубка Харламова, завоевав бронзовые медали чемпионата МХЛ сезона 2015/16.

### ЦСКА
1 мая 2017 года в результате обмена стал игроком ЦСКА, в который перешел вместе с партнерами по «Сибири» — Сергеем Шумаковым и Максимом Шалуновым. В 2019 году стал обладателем Кубка Гагарина в составе московского ЦСКА. В чемпионском плей-офф нападающий ЦСКА проявил себя одним из лидеров, набрав 14 очков в 19 матчах.
В 2020 году несмотря на интерес к Окулову со стороны клубов Национальной хоккейной лиги «Монреаль Канадиенс» и «Торонто Мэйпл Лифс» Окулов решил остаться в ЦСКА и подписал новый однолетний контракт с клубом.
В плей-офф сезона 2020/21, в финале которого ЦСКА проиграл «Авангарду», звено Шалунов — Мамин — Окулов забросило 24 шайбы из 48. Окулов стал лучшим бомбардиром и ассистентом плей-офф КХЛ, набрав в 23 матчах 20 (6+14) очков по системе «гол+пас». На церемонии закрытия сезона КХЛ было объявлено, что Окулов вошел в символическую сборную лучших игроков чемпионата и получил приз «Золотой шлем». В июне 2021 года хоккеист продлил контракт с клубом на два года.
В 2021 году впервые сыграл за национальную сборную России на чемпионатах мира, хотя до этого даже не всегда вызывался на этапы Еврохоккейтура и заявлял, что ему «в какой-то степени обидно» из-за этого. На турнире в Латвии провел 1 матч и не отметился результативными действиями.
В 2022 году Окулов стал двукратным обладателем Кубка Гагарина в составе ЦСКА и с 17 (8+9) очками вошел в пятерку самых результативных игроков розыгрыша плей-офф.
29 апреля 2023 года стал трехкратным облателем Кубка Гагарина.

### «Авангард»
25 декабря 2024 года ЦСКА обменял Окулова в «Авангард» на нападающего Коула Кэсселса. 28 декабря в первом матче за «Авангард» набрал 3 очка (2+1), став самым результативным хоккеистом в матче против «Лады» (7:6). Этот матч стал 500-м для Окулова в регулярных сезонах КХЛ, а передача — 200-й (и 250-й с учётом матчей плей-офф).
6 марта 2025 года продлил контракт с «Авангардом» на три сезона, до окончания сезона 2027/2028.

## Статистика
Последнее обновление: 29 апреля 2023 года
| Легенда | Легенда                    | Легенда | Легенда                   | Легенда | Легенда    |
| ------- | -------------------------- | ------- | ------------------------- | ------- | ---------- |
| И       | Количество проведённых игр | Штр     | Штрафное время            | +/−     | Плюс-минус |
| Г       | Голы                       | П       | Голевые передачи          | О       | Очки       |
| -       | Статистика неизвестна      | —       | Статистика не учитывалась |         |            |